# マイヤーの関係式
マイヤーの関係式（マイヤーのかんけいしき、英語: Mayer's relation）とは、理想気体の2つの熱容量の関係を与える式である。ドイツ人物理学者ユリウス・ロベルト・フォン・マイヤーが、1842年に熱の仕事当量を初めて発表した際に用いた。
マイヤーの関係式は理想気体の状態方程式から導かれる関係式であり、理想気体や半理想気体では厳密に成り立つが、実在気体では近似的にのみ成り立つ。
マイヤーの関係式によると、気体の定積熱容量 CV と定圧熱容量 Cp の間には
{\displaystyle C_{p}=C_{V}+nR}
の関係が成立する。ここで n は気体の物質量であり、R はモル気体定数である。この式の両辺を n で割ると、気体の定積モル熱容量 CV,m と定圧モル熱容量 Cp,m の間の関係式
{\displaystyle C_{p,{\text{m}}}=C_{V,{\text{m}}}+R}
が得られる。この式の両辺をさらに気体のモル質量 M で割ると、気体の定積比熱 cv と定圧比熱 cp の間の関係式
{\displaystyle c_{p}=c_{v}+R_{\text{s}}}
が得られる。ここで Rs は比気体定数である。

## 2つの熱容量
物体の温度を1℃上げるのに必要な熱量を、その物体の熱容量という。同じ物体でも、一定の圧力のもとで加熱したときと、物体の体積を一定に保って加熱したときとでは、温度を1℃上げるのに必要な熱量が異なる。一定の圧力下での熱容量を定圧熱容量と呼び、記号 Cp で表す。体積を一定に保ったときの熱容量を定積熱容量と呼び、記号 CV で表す。気体・液体・固体のいずれの場合でも、不等式 Cp ≥ CV  が常に成り立つことが知られている。この不等式は、一定圧力のもとで物体の温度を1℃上げるには、体積一定で1℃上げるときよりも熱を余計に加えなければならないことを示している。物体の熱膨張率をゼロとみなせる特別な場合に限って、この「余計な熱」が不要になる。熱膨張率がゼロなら、圧力一定で加熱したときに体積もまた一定に保たれるので Cp = CV となるからである。極低温の固体や、4℃付近の水がこの場合に相当する。
気体の場合には、圧力一定で加熱したときの「余計な熱」はほとんど全て、気体の熱膨張に伴う仕事に変換される。というのは、気体の内部エネルギー U は、温度が同じであれば体積・圧力が変わってもほとんど変化しないからである。熱力学第一法則により、ある過程における内部エネルギーの変化量 ΔU は、その過程で物体が得た熱量 Q からその物体がした仕事 W を引いたものに等しい。気体の場合は、始状態と終状態の温度が同じであれば、定圧過程でも定積過程でも ΔU はほとんど同じになる。よって、定圧過程で気体に加えなければならない熱 Qp は、定積過程で同じだけ温度を上げるのに必要な熱 QV に、定圧過程で気体がする仕事 Wp を加えたものにほぼ等しい。
理想気体の場合は、始状態と終状態の温度が同じであれば、定圧過程と定積過程の ΔU は正確に一致する（ジュールの法則）。したがって
{\displaystyle Q_{p}=Q_{V}+W_{p}}
が厳密に成り立つ。

## 気体の熱容量
物質1モル当たりの熱容量を、モル熱容量という。定積モル熱容量を記号 CV,m で、定圧モル熱容量を記号 Cp,m で表す。気体のモル熱容量は、気体の種類により異なる。例えば、ヘリウムの Cp,m は 20.8 J·K−1mol−1 であり、ブタンの Cp,m は室温で 100 J·K−1mol−1 程度である。より複雑な化合物の蒸気の Cp,m はさらに大きい。また、単原子気体などのいくつかの例外を除けば、モル熱容量は温度により変化する。例えば二酸化炭素の Cp,m は100℃で 40.5 J·K−1mol−1 であり、0℃での値 36.4 J·K−1mol−1 から10%くらい変わる。
マイヤーの関係式
{\displaystyle C_{p{\text{,m}}}=C_{V{\text{,m}}}+R}
は、気体の定圧モル熱容量と定積モル熱容量の差 Cp,m − CV,m が
- 気体の種類には依らないこと
- 温度にも依らないこと

を表している。気体の種類にも温度にも依らない定数 R は、理想気体の状態方程式に現れる、気体定数である。Cp,m が気体の種類や温度によって変わるにもかかわらず、 Cp,m − CV,m が定数になるのは、定圧過程で気体1モルのする仕事が気体の種類や温度に依らず、加熱前後の温度差だけで決まるからである。このことは、理想気体の状態方程式から導かれる。したがって、 pV = nRT が近似的に成り立つ気体では、マイヤーの関係式もまた近似的に成り立つ。理想気体では、マイヤーの関係式が厳密に成り立つ。

## 導出

### 導出例1
理想気体の温度、体積、圧力が、(T, V, p) から (T + ΔT, V + ΔV, p) に変化する過程を考える。無数の過程を考えることができるが、熱力学第一法則によれば、この気体が得た熱量 Q から気体がした仕事 W を引いたものは、どの過程でも同じになる。この節では以下の2つの過程を考え、この2つの過程で Q − W が等しくなることから、マイヤーの関係式を導く。
簡単のため、まずは理想気体の熱容量が温度によらない場合を考える。
準静的な定圧過程圧力 p を一定に保ったまま、温度が ΔT 上昇するまでゆっくりと加熱したとき、この理想気体の得た熱量は Q = CpΔT と表される。このとき理想気体のした仕事は、状態方程式 pV = nRT を用いると W = pΔV = nRΔT と表される。したがってこの過程では
{\displaystyle Q-W=C_{p}\Delta T-nR\Delta T}
である。
定積過程、次いで断熱自由膨張体積 V を一定に保って温度が ΔT 上昇するまで加熱したときは、この理想気体の得た熱量は Q = CVΔT と表され、仕事はゼロである。引き続いて ΔV だけ気体を断熱自由膨張させる。ジュールの法則より、断熱自由膨張では理想気体の温度は変わらないので、膨張後の気体の温度は、膨張前の温度 T + ΔT に等しい。断熱自由膨張では Q = W = 0 だから、この過程では
{\displaystyle Q-W=C_{V}\Delta T}
である。
始状態と終状態が同じなので、熱力学第一法則より、この2つの過程の Q − W は等しい。
{\displaystyle C_{p}\Delta T-nR\Delta T=C_{V}\Delta T}
両辺を ΔT で割るとマイヤーの関係式
{\displaystyle C_{p}-nR=C_{V}}
が導かれる。
理想気体の熱容量が温度によって変わる場合は、温度 T における定積熱容量を CV(T)、定圧熱容量を Cp(T) とすれば
{\displaystyle \int _{T}^{T+\Delta T}C_{p}(T')\,\mathrm {d} T'-nR\Delta T=\int _{T}^{T+\Delta T}C_{V}(T')\,\mathrm {d} T'}
となる。この式で ΔT → 0 の極限を取れば、マイヤーの関係式
{\displaystyle C_{p}(T)-nR=C_{V}(T)}
が導かれる。

### 導出例2
この節では、定積熱容量と定圧熱容量の間に成り立つ、一般的な関係式をまず導く。そして、この関係式を理想気体に適用してマイヤーの関係式を導く。
定積熱容量および定圧熱容量は系の内部エネルギー U、あるいはエンタルピー H の偏微分として
{\displaystyle C_{V}=\left({\frac {\partial U}{\partial T}}\right)_{V},~C_{p}=\left({\frac {\partial H}{\partial T}}\right)_{p}}
で与えられる。エンタルピーは、体積 V と圧力 p により
{\displaystyle H=U+pV}
で定義される。
従って、偏微分の連鎖律を用いると
{\displaystyle {\begin{aligned}\left({\frac {\partial H}{\partial T}}\right)_{p}&=\left({\frac {\partial U}{\partial T}}\right)_{p}+p\left({\frac {\partial V}{\partial T}}\right)_{p}\\&=\left({\frac {\partial U}{\partial T}}\right)_{V}+\left({\frac {\partial U}{\partial V}}\right)_{T}\left({\frac {\partial V}{\partial T}}\right)_{p}+p\left({\frac {\partial V}{\partial T}}\right)_{p}\\&=\left({\frac {\partial U}{\partial T}}\right)_{V}+\left[\left({\frac {\partial U}{\partial V}}\right)_{T}+p\right]\left({\frac {\partial V}{\partial T}}\right)_{p}\\\end{aligned}}}
となり、関係式
{\displaystyle C_{p}-C_{V}=\left[\left({\frac {\partial U}{\partial V}}\right)_{T}+p\right]\left({\frac {\partial V}{\partial T}}\right)_{p}}
が得られる。さらに熱力学的状態方程式
{\displaystyle \left({\frac {\partial U}{\partial V}}\right)_{T}=T\left({\frac {\partial p}{\partial T}}\right)_{V}-p}
を用いれば
{\displaystyle C_{p}-C_{V}=T\left({\frac {\partial p}{\partial T}}\right)_{V}\left({\frac {\partial V}{\partial T}}\right)_{p}}
となる。
理想気体の状態方程式 p = nRT/V を T, V を独立変数として T で偏微分すれば
{\displaystyle \left({\frac {\partial p}{\partial T}}\right)_{V}={\frac {nR}{V}}}
であり、V = nRT/p を T, p を独立変数として T で偏微分すれば
{\displaystyle \left({\frac {\partial V}{\partial T}}\right)_{p}={\frac {nR}{p}}}
であるので、これらを用いれば
{\displaystyle C_{p}-C_{V}=nR}
が導かれる。

## 関係式の一般化
導出例2で得られた関係式
{\displaystyle C_{p}-C_{V}=\left[\left({\frac {\partial U}{\partial V}}\right)_{T}+p\right]\left({\frac {\partial V}{\partial T}}\right)_{p}}
および
{\displaystyle C_{p}-C_{V}=T\left({\frac {\partial p}{\partial T}}\right)_{V}\left({\frac {\partial V}{\partial T}}\right)_{p}}
は理想気体の性質を用いておらず、実在気体や液体、固体を問わず温度、圧力、体積を状態変数として表される系であれば成り立つ関係式である。
気体の場合は良い精度で |(∂U/∂V)T| ≪ p とみなせるので、この関係式の右辺は、気体が外部になす仕事に帰せられる。これに対して凝縮系である液体や固体の場合は (∂U/∂V)T が p と比べて無視できないほど大きいので、関係式の右辺は物体が外部になす仕事とは無関係になる。
さらに熱膨張係数 α と等温圧縮率 κT を用いれば、偏微分がそれぞれ
{\displaystyle \left({\frac {\partial p}{\partial T}}\right)_{V}={\frac {\alpha }{\kappa _{T}}},~\left({\frac {\partial V}{\partial T}}\right)_{p}=V\alpha }
と表わされるので
{\displaystyle C_{p}-C_{V}={\frac {TV\alpha ^{2}}{\kappa _{T}}}}
が得られる。
この関係式の右辺の T, V, κT はいずれも正の値をとるため、α = 0 のとき Cp = CV であり、α ≠ 0 のとき Cp > CV であることが分かる。

### ファン・デル・ワールス気体
実在気体のモデルとしてファン・デル・ワールス気体を考える。ファンデルワールスの状態方程式
{\displaystyle p={\frac {RT}{V_{\text{m}}-b}}-{\frac {a}{{V_{\text{m}}}^{2}}}}
から偏微分が
{\displaystyle \left({\frac {\partial p}{\partial T}}\right)_{V}={\frac {R}{V_{\text{m}}-b}}}
{\displaystyle \left({\frac {\partial V}{\partial T}}\right)_{p}={\frac {V_{\text{m}}-b}{T}}{\bigg /}\left[1-{\frac {2a}{RTV_{\text{m}}}}\cdot \left(1-{\frac {b}{V_{\text{m}}}}\right)^{2}\right]}
と得られるので、ファン・デル・ワールス気体では熱容量の差に対して
{\displaystyle C_{p,{\text{m}}}-C_{V,{\text{m}}}={\frac {R}{1-{\frac {2a}{RTV_{\text{m}}}}\cdot \left(1-{\frac {b}{V_{\text{m}}}}\right)^{2}}}\approx {\frac {R}{1-{\frac {2a}{RTV_{\text{m}}}}}}}
が成り立つ。圧力 p の1次の項までの近似では最右辺で Vm = RT/p としてよいから
{\displaystyle C_{p,{\text{m}}}-C_{V,{\text{m}}}=R\left(1+{\frac {2a}{R^{2}T^{2}}}p\right)}
となる。この式は
- 実在気体では熱容量の差が、温度、圧力、気体の種類に依存すること
- 低温・高圧でマイヤーの関係式からのずれが大きくなること
- 分子間の引力（ファンデルワールス力）を表すパラメータ a が大きい気体ほど、ずれが大きいこと
- 分子の大きさ（排除体積）を表すパラメータ b は、ずれにそれほど影響しないこと

を表している。

### 液体および固体
水は1気圧・4℃で α = 0 となるから、4℃の水の定圧熱容量と定積熱容量は等しい。4℃より低い温度では水の熱膨張率は負 (α < 0) であるが、熱容量の差は α2 に比例するので、0℃～4℃の温度範囲でも Cp > CV  である。4℃以上では温度とともに熱容量差は増大し、沸点では Cp,m = 75.9 J·K−1mol−1 に対し CV,m = 67.9 J·K−1mol−1 となる。
多くの液体では、モル熱容量の差 Cp,m − CV,m は Cp,m と比べてもかなり大きな値になる。例えば、典型的な有機溶剤である二硫化炭素、四塩化炭素、ベンゼン、クロロホルムの (Cp,m − CV,m)/Cp,m は室温で31%ないし38%である。これらの物質が蒸気になると Cp,m − CV,m はずっと小さくなる。例えばベンゼンでは (Cp,m − CV,m)/Cp,m = R/Cp,m  = 10% である。 
固体の場合の Cp,m − CV,m は液体の場合よりもずっと小さく、室温付近では高々 Cp,m の10%程度である。温度が低くなると α は漸近的にゼロになるので、極低温では熱容量の差はゼロになる。例として銅のモル熱容量の温度依存性を表に示す。
| T / K | Cp,m/J K−1mol−1 | CV,m/J K−1mol−1 |
| ----- | --------------- | --------------- |
| 50    | 5.8             | 5.8             |
| 100   | 16.2            | 16.2            |
| 200   | 22.6            | 22.3            |
| 500   | 26.2            | 24.9            |
| 800   | 28.0            | 25.7            |
| 1200  | 30.7            | 26.5            |

表から、液体窒素温度では2つの熱容量が一致すること、高温になるほど熱容量の差が大きくなること、温度依存性は Cp,m の方が CV,m よりも大きいこと、500ケルビンで CV,m ∼ 3R となること（デュロン＝プティの法則）が分かる。
実験的には、固体の体積を一定に保って加熱するのは、固体にかかる圧力を一定に保って加熱するのに比べて、はるかに難しい。そのため固体の CV,m は、Cp,m の実測値とモル体積 Vm、熱膨張率 α、等温圧縮率 κT から計算されるのが普通であり、上に示した表の CV,m は実測値ではなく、この熱力学関係式から計算された値である。